# Jan A. Aertsen
Jan Adrianus Aertsen (* 7. September 1938 in Amsterdam; † 7. Januar 2016 in Utrecht) war ein niederländischer Philosophieprofessor. Sein Forschungsgebiet war die mittelalterliche Philosophie, insbesondere das Werk des Thomas von Aquin.

## Leben
Nach seinem Studium promovierte Aertsen 1982 an der Vrije Universiteit in Amsterdam. Die Dissertation war die Grundlage für sein 1988 erschienenes Buch Nature and creature. Thomas Aquinas’s way of thought. 1984 wurde er Professor für Philosophie an der Vrije Universiteit in Amsterdam. Von 1994 bis 2003 leitete er das Thomas-Institut in Köln. In derselben Zeit war er auch Hochschullehrer für mittelalterliche Philosophie an der Universität zu Köln, da er seinen Lehrstuhl im Amsterdam mit einem Lehrstuhl in Köln eintauschte.
Internationale Anerkennung erhielt Aertsen vor allem für seine Studien zur Philosophie des Thomas von Aquin und zur systematischen Gestalt und zur Geschichte der Transzendentalienlehre im Mittelalter, die als Kernstück der scholastischen Ontologie und Metaphysik gesehen wurde, weshalb viele Philosophen der Neuzeit in diesem Sinne auf ihr Bezug nahmen.
Jan Aertsen war Inhaber mehrere Gastprofessuren sowohl in Europa als auch in Nordamerika. Aus seiner internationalen Arbeit ragt vor allem die Zusammenarbeit mit der Universität Sofia hervor, die Mitte der 1990er Jahre zu wichtigen Erkenntnissen über die Studien zur Dionysius-Rezeption im Mittelalter führte, was vor allem auf die von ihm eingeleitete Erschließung von byzantinischen Quellen beruhte. Er war Mitglied der Société Internationale pour l’Étude de la Philosophie Médiévale (SIEPM), deren Vizepräsident er von 1997 bis 2009 war. Aertsen war Gründungsmitglied der Gesellschaft für Philosophie des Mittelalters und der Renaissance (GPMR). Er rief die Zeitschrift Recherches de Théologie et Philosophiemédiévales ins Leben und gründete das Thomas-Institut in Utrecht.

## Schriften (Auswahl)
- Medieval Reflections on Truth. Adaequatio Rei Et Intellectus, Amsterdam: VU Boekhandel, 1984.
- The Convertibility of Being and Good in St. Thomas Aquinas. New Scholasticism no. 59. S. 449–470, 1985.
- Nature and Creature. Thomas Aquinas's Way of Thought, Leiden: Brill, 1988.
- Medieval Philosophy and the Transcendentals. The Case of Thomas Aquinas, Leiden: Brill, 1996.
- Medieval Philosophy as Transcendental Thought. From Philip the Chancellor (Ca. 1225) to Francisco Suárez, Leiden: Brill, 2012.
- Die Transzendentalität der Wahrheit im Mittelalter. Probleme und Perspektiven. In Mensching-Estakhr, Alia and Städler, Michael (Herg.): Wahrheit und Geschichte: die gebrochene Tradition metaphysischen Denkens. Festschrift zum 70. Geburtstag von Günther Mensching, Würzburg: Königshausen & Neumann 2012, S. 181–194.
- Die Bedeutung der Transzendentalbegriffe für das Denken Meister Eckharts. In: Schönberger, Rolf and Grotz, Stephan (Herg.): Wie denkt der Meister? Philosophische Zugänge zu Meister Eckhart, Stuttgart: Kohlhammer 2012, S. 27–40.